# Irwin Silber
Irwin Silber (geboren am 17. Oktober 1925 in New York City, New York; gestorben am 8. September 2010 in Oakland, Kalifornien) war ein linkspolitisch orientierter amerikanischer Aktivist, Musikzeitschrift-Herausgeber, Verleger, Buchautor und Musiklabel-Begründer. Bekannt wurde er als Herausgeber der Zeitschrift Sing Out! – einem Magazin, das mitbeteiligt war am Folk- und Protestsong-Revival Ende der 1950er und Anfang der 1960er. Zusammen mit seiner dritten Frau, der Sängerin Barbara Dane, begründete er das Musiklabel Paredon, dessen Hinterlassenschaft seit 1984 im Rahmen der Smithsonian Institution präsent gehalten wird.

## Biografie
Irwin Silber wurde als Sohn einer jüdischen Arbeiterfamilie in New York City geboren. Beide Eltern waren Mitglieder in der Kommunistischen Partei. Irving Silber selbst gehörte zunächst der Jugendorganisation der Partei, der Young Communist League an und war bis 1955 Mitglied in der regulären Parteiorganisation. Während seines Studiums auf dem Brooklyn College widmete er sich der Betreuung von Sommerlagern marxistischer Gruppen. Als Redakteur sowie kulturpolitischer Organisator und Aktivist wandte er sich immer stärker der Folkmusik sowie dessen Wurzeln in der amerikanischen Arbeiterbewegung zu. Zusammen mit den Folksong-Aktivisten Pete Seeger, Woody Guthrie, Lee Hays, Paul Robeson, Alan Lomax und Earl Robinson gründete Silber die Vereinigung People's Song – eine linksorientierte kulturpolitische Initiative, welche sich die Förderung und Verbreitung von gesellschaftskritischem und oppositionellem Liedgut auf die Fahnen geschrieben hatte.
Das erste von Irwin Silber mitbetreute Magazin war Bulletin – eine vierteljährlich erscheinende Zeitschrift, die von People’s Songs herausgebracht wurde. Die Initiative löste sich 1948 auf. Grund waren zum einen der Gegenwind aufgrund der wachsenden antikommunistischen Tendenzen in den USA. Mit eine Rolle gespielt hat möglicherweise jedoch eine schwere finanzielle Schieflage – verursacht von dem erfolglos gebliebenen Einsatz für den progressiven Präsidentschaftskandidaten Henry Wallace bei der US-Präsidentschaftswahl im gleichen Jahr.
Nachfolgemedium wurde die von Pete Seeger und Irwin Silber begründete Zeitschrift Sing Out!. Der Name des Magazins stammte aus einer Zeile des populären, von Pete Seeger mitverfassten Lieds If I Had a Hammer, welches zu jener Zeit zu einer verbreiteten Protesthymne avanciert war. Einerseits hatten Silber und Seeger ihre Publikation explizit mit der Absicht begründet, der von Senator Joseph McCarthy in die Wege geleiteten Treibjagd auf politisch links oder auch liberal orientierte Personen des öffentlichen Lebens eine kulturpolitische Gegenstimme gegenüberzustellen. Aufgrund des zunehmenden Drucks milderte das Magazin allerdings seine Kritik bald. 1955 trat Irvin Silber aus der kommunistischen Partei aus. Ökonomisch stand die Zeitschrift auf unsicheren Beinen; gewährleistet wurde ihr Weitererscheinen unter anderem durch finanzielle Zuschüsse von Pete Seeger.
Gegenüber den Aktivitäten des Komitees für unamerikanische Umtriebe (HUAC) bezogen Irwin Silber und Sing Out! auf unmissverständliche Weise Position. So attackierte Sing Out! etwa den erfolgreichen Songschreiber und Interpreten Burl Ives. Dieser hatte sich nicht nur freiwillig bereit erklärt, vor dem HUAC-Ausschuss auszusagen, sondern im Zug seiner Aussage andere Musiker und Künstler kommunistischer Verbindungen bezichtigt. Silber charakterisierte Ives daraufhin als jemand, der vor dem HUAC-Komitee derart auf dem Bauch gelegen habe, dass es nur schwer vorstellbar sei, wie er in dieser Position weiter singen wolle. 1958 wurde Silber selbst vor den Ausschuss vorgeladen. Der Vorwurf: Verbindungen zu linken Organisationen sowie der Kommunistischen Partei. Inhaltlich blieb Silber unbeugsam, in der Form allerdings moderat. Auf die Frage etwa, welche Inhalte genau er im Zug seiner Lehrveranstaltungen vermittelt habe, antwortete er mit der lapidaren Auskunft: „Square Dance“.
Anfang der 1960er hatte sich das von Silber redaktionell geleitete Magazin Sing Out! zu einer der maßgeblichen Stimmen des gerade anlaufenden Folk-Revivals entwickelt. Musikalisch verdankte das Magazin seinen Ruf unter anderem einer recht frühzeitig einsetzenden Berichterstattung über Joan Baez, Judy Collins, Bob Dylan und weitere Newcomer – ein Umstand, der nicht unerheblich dazu beitrug, diesen zu einem nationalen Bekanntheitsgrad zu verhelfen. Den Ruf als „Bibel der Folksänger“ hatte sich Sing Out! unter anderem durch das kontinuierliche Abdrucken von Liedtexten zu Songs erarbeitet. Im Lauf seines Erscheinens publizierte Sing Out! über 400 Songs – darunter Traditionals ebenso wie neue Lieder, etwa von Phil Ochs, Bob Dylan, Joan Baez, Leadbelly sowie Sonny Terry & Brownie McGhee. Maßgeblich beteiligt war Sing Out! auch an der Popularierung des berühmten Woody-Guthrie-Stücks This Land Is Your Land.
Obwohl Sing Out! Mitte der 1960er-Jahre ein maßgebliches Organ der gesellschaftskritisch orientierten Folk- und Protestsänger-Bewegung war, ging Irwin Silber zunehmend auf Konfliktkurs zu einzelnen Exponenten dieser Bewegung. Explizit mit Kritik bedachte er die beiden Interpreten Phil Ochs und Bob Dylan. Nach dem Newport Folk Festival 1964 veröffentlichte er in Sing Out! einen offenen Brief an Dylan, in dem er diesem eine Abkehr von den gesellschaftskritischen Idealen der Folkbewegung vorwarf sowie einen Ich-bezogenen Starkult. Im Gegenzug weigerte sich Dylan fortan, weitere Lieder in Sing Out! abdrucken zu lassen. Einerseits führte der Streit nicht zu einem langjährigen Zerwürfnis; beide – sowohl Silber als auch Dylan – ließen in später erfolgten Äußerungen Verständnis durchblicken für die Haltung der jeweils anderen Seite. Rückblickend jedoch markierte der britische Guardian Silbers Interventionen als maßgeblichen Punkt, der zu einer Entfremdung zwischen den puristisch orientierten alten Linken und der neuen Jugendbewegung geführt habe.
1964 heiratete Silber die Aktistin und Folk- sowie Jazzsängerin Barbara Dane. Silber blieb bis zur Einstellung der Zeitschrift 1967 Herausgeber von Sing Out! Die Auflage zu diesem Zeitpunkt: 25.000. Nach seiner Zeit bei Sing Out! arbeitete Silber einige Jahre bei der maoistisch orientierten – nicht mit dem britischen, linksliberal ausgerichteten Guardian zu verwechselnden – New Yorker Wochenzeitschrift Guardian mit. Zusätzlich zu seiner Tagesarbeit im publizistischen Bereich veröffentlichte  Silber eine Reihe thematisch unterschiedlich ausgerichteter Liederbücher – etwa Songs of the Civil War (1960), Songs of the Great American West (1967) sowie eine Sammlung von Liedern aus der Great Depression, die mit einem Vorwort von John Steinbeck versehene Sammlung Hard-Hitting Songs for Hard-Hit People (1967). Die unter dem Label Oak Publications herausgegebene Reihe wurde in enger Kooperation mit Moses Asch verlegt, dem Betreiber des New Yorker Folkmusic-Labels Folkways Records, mit dem Silbers Liedbuch-Verlag sich auch die Büroräume teilte.
1970 gründeten Irwin Silber und Barbara Dane ein neues Musiklabel mit dem Ziel, die Musik von Liedermachern aus den internationalen Befreiungskämpfen in den USA stärker publik zu machen. Der Name des Labes war Paredon Records. Im Lauf seiner siebenjährigen Geschichte veröffentlichte Paredon Records rund fünfzig Alben – darunter drei von Barbara Dane. Die – von der in Brooklyn befindlichen Wohnung von Silber und Dane aus betriebene – Label-Arbeit erwies sich am Ende als aufreibend. Der Backkatalog von Paredon wurde bis 1984 von Folkways mit vertrieben und im Anschluss – zusammen mit dem Folkways-Oueuvre – von der Smithsonian Institution übernommen.
1977 zogen Irwin Silber und Barbara Dane nach Kalifornien. Irwin Silber publizierte eine Reihe Bücher zu unterschiedlichen Themen, darunter die grundsätzliche Abhandlung Socialism: What Went Wrong?, einen Biografie-Titel über Lester Rodney, den preisgekrönten Sportreporter der kommunistischen Parteizeitung Daily Worker (2004) sowie einen Patienten-Ratgeber zu Knie- und Hüftbeschwerden.
Am 8. September 2010 starb Irwin Silber im Alter von 84 Jahren nach längerer Alzheimer-Krankheit. Kinder aus zweiter Ehe sind Frederic Silber, Joshua Silber und Nina Silber, Stiefkinder aus der Ehe mit Barbara Dane Jesse Cahn, Pablo Menendez und Nina Menendez.

## Œuvre und Bedeutung
Als Herausgeber, Verfasser redaktioneller Texte sowie Zusammensteller von Lied-Sammlungen hat Irwin Silver zwar nicht jene überragenden Bekanntheitsgrad erlangt wie beispielsweise Woody Guthrie Pete Seeger, Joan Baez oder andere musikalische Exponenten des Folksong-Revivals der 1950er- und 1960er-Jahre. Als Organisator und Publizist war er an diesem Erfolg jedoch nicht unwesentlich beteiligt. Der Aktivist und Kulturhistoriker James Early wertete Silbers Bedeutung in einem Nachruf für Smithsonian Folkways als nicht zu unterschätzende Größe. Als Journalist, Herausgeber, Verleger und Polemiker habe Silber über ein breites Spektrum an Kommunikationsfähigkeiten verfügt, mit der Gründung von Oak Publications eine Liedbuch-Reihe auf die Beine gestellt, die dazu beigetragen habe, das Liedgut der amerikanischen Arbeiterbewegung dauerhaft zu konservieren. Seine kulturellen und gesellschaftlichen Prinzipien hätten schließlich auch zu seinen kontrovers gewerteten Aussagen über einzelne Folkmusiker in den 1960ern geführt – als Teil einer Auseinandersetzung, die in irgendeiner Form sowieso angestanden hätte.
Die Washington Post charakterisierte Silber in einem Nachruf 2010 als überzeugten Linken, für den Musik ein wichtiges Mittel der Veränderung war. Gegen die Aktivitäten von Senator McCarthy und anderen hätten Silber und seine Mitstreiter mit Widerspruch und Subversion geantwortet. Der britische Guardian hob gleichfalls seine Bedeutung für das Folk-Revival ab Ende der 1950er hervor und stellte insbesondere Silbers langjährig herausgegebenes Magazin Sing Out! in den Mittelpunkt.

Musikalische Wegbegleiter von Irwin Silber
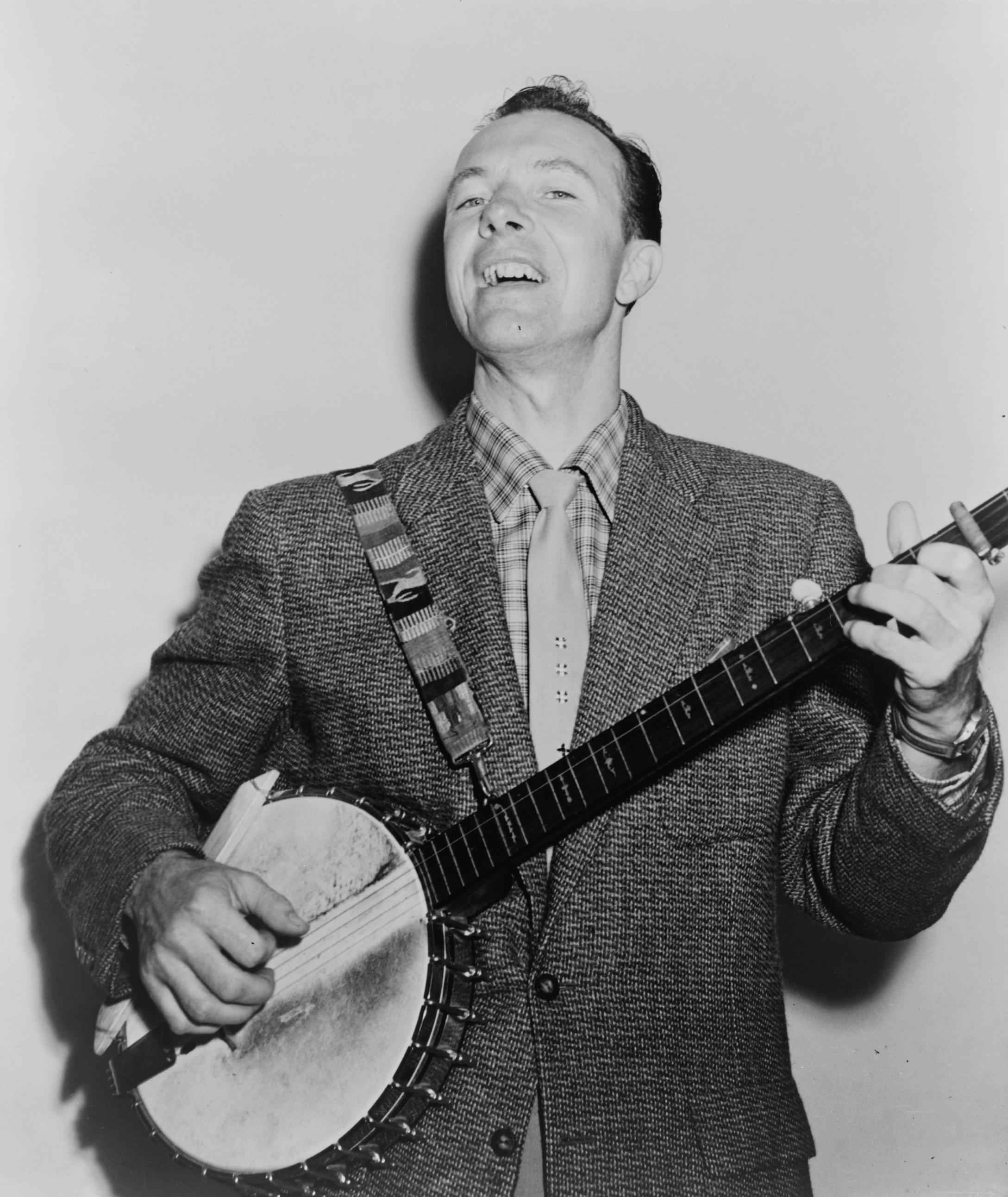
Pete Seeger
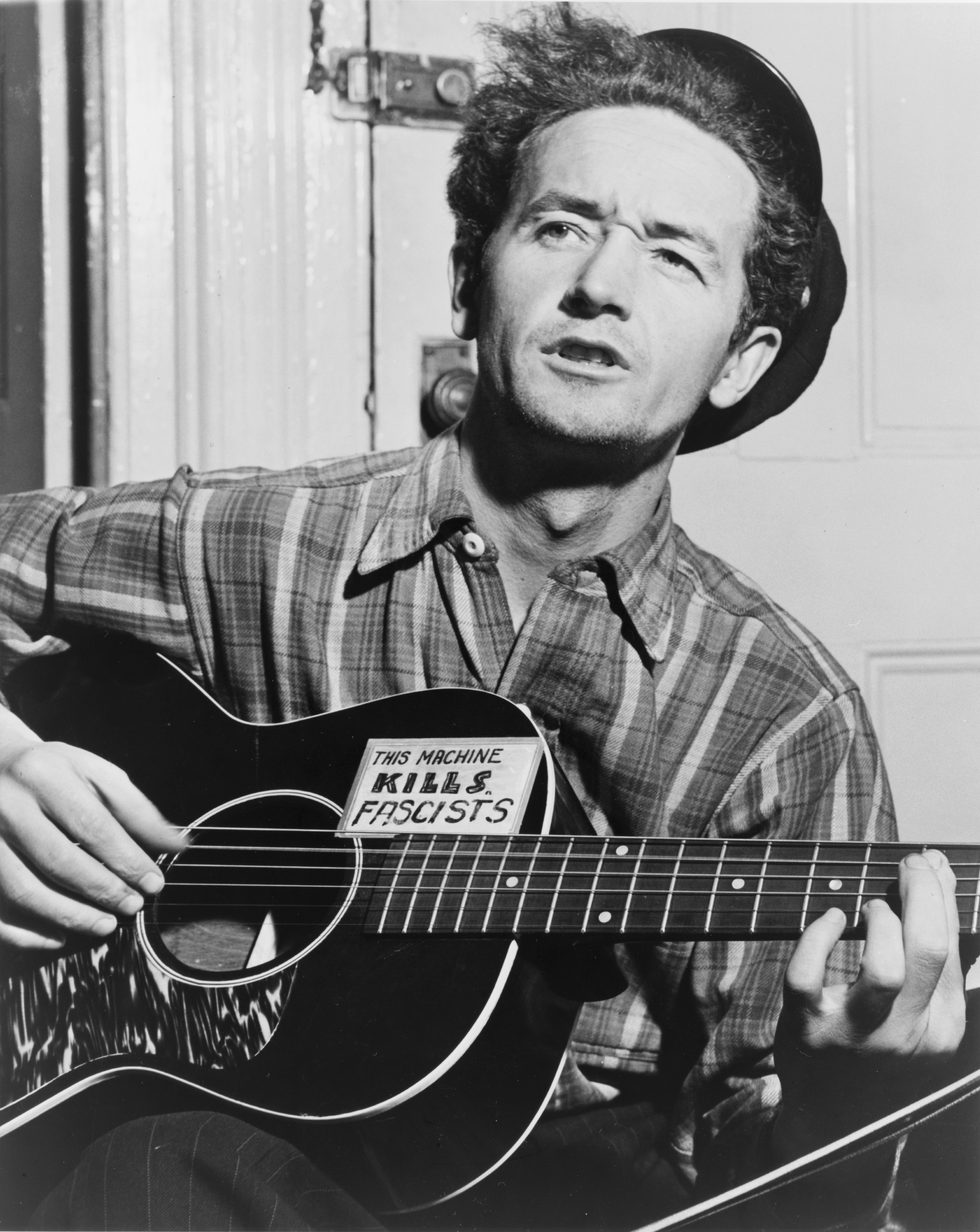
Woody Guthrie
Paul Robeson
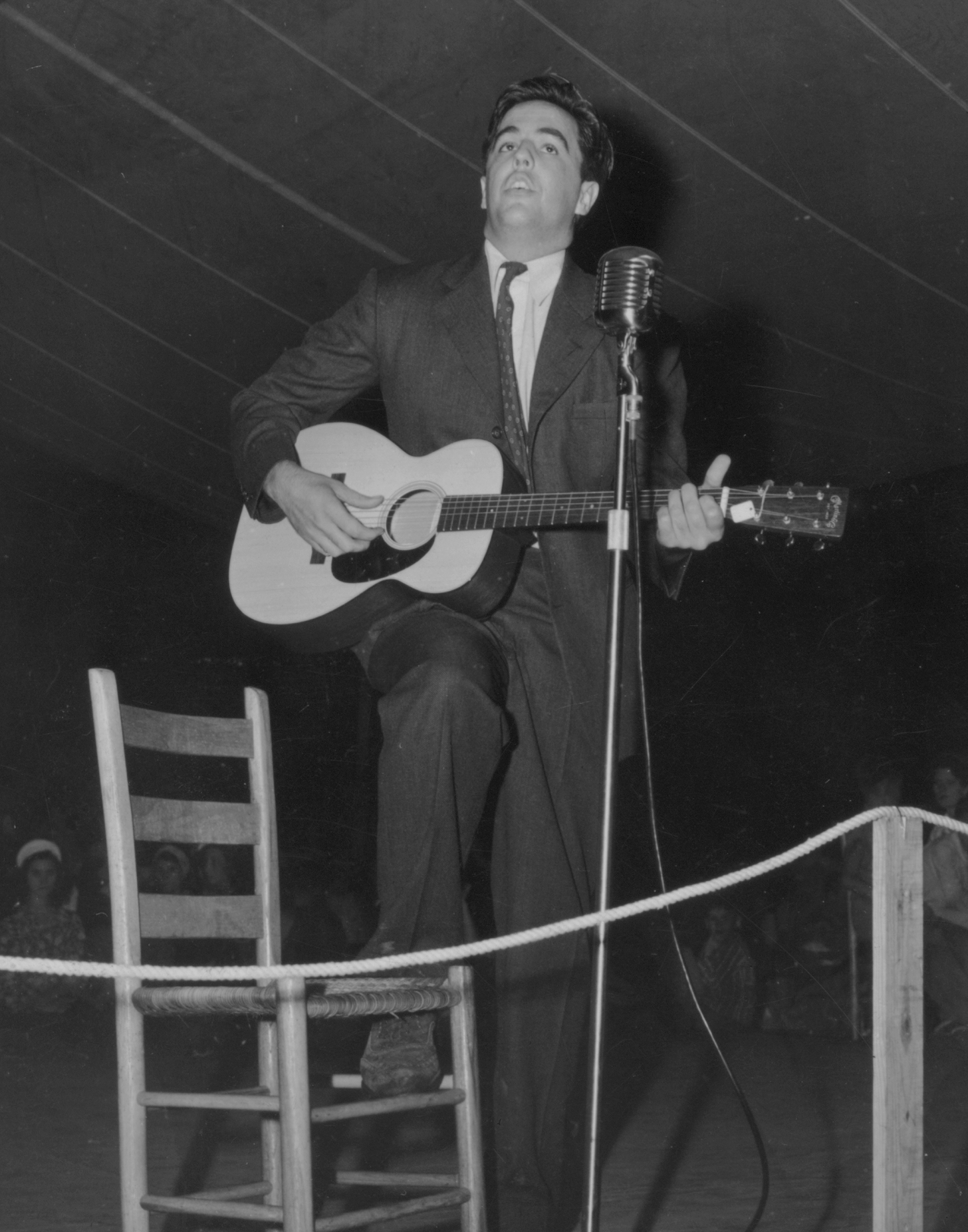
Alan Lomax
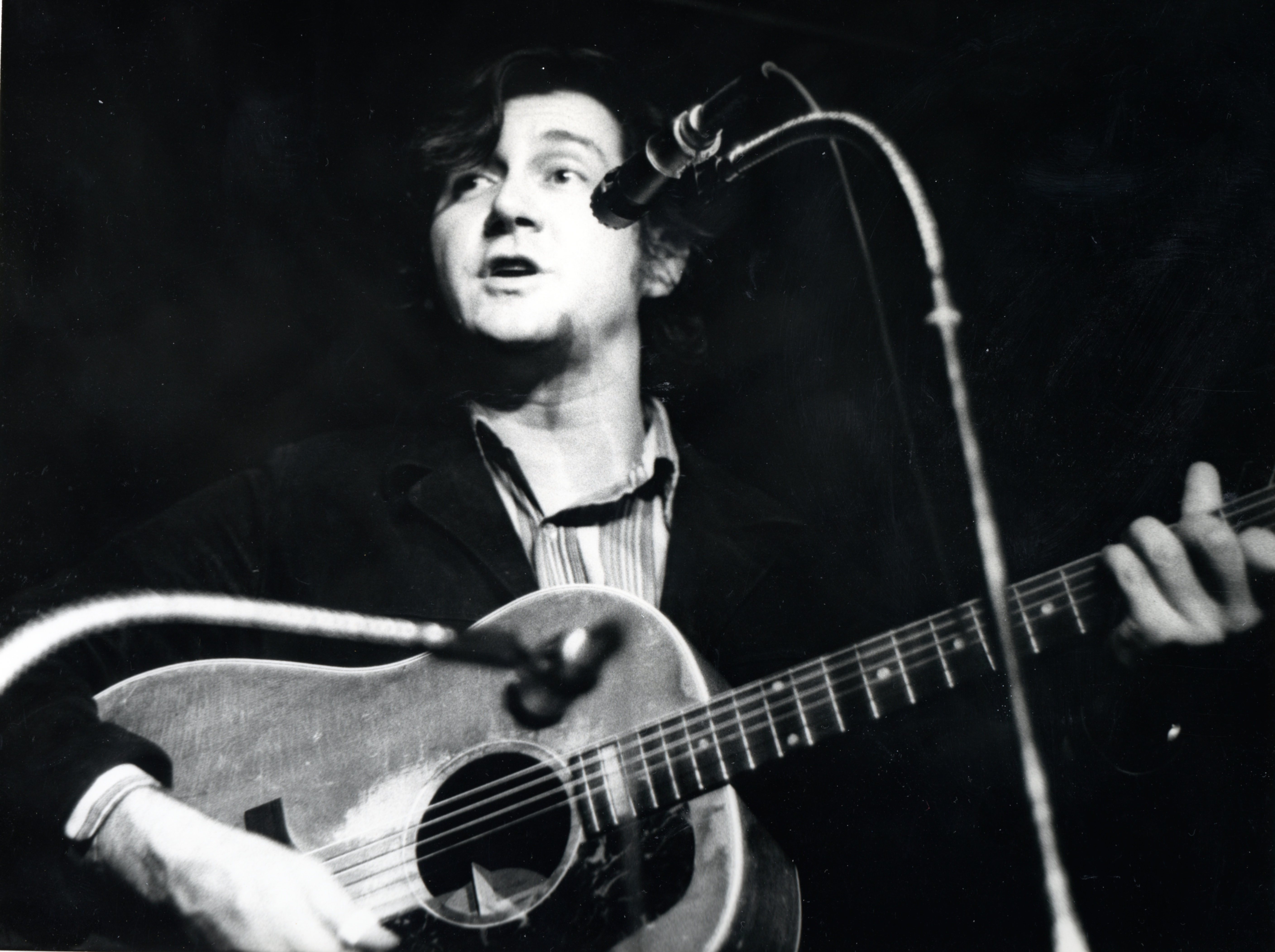
Phil Ochs
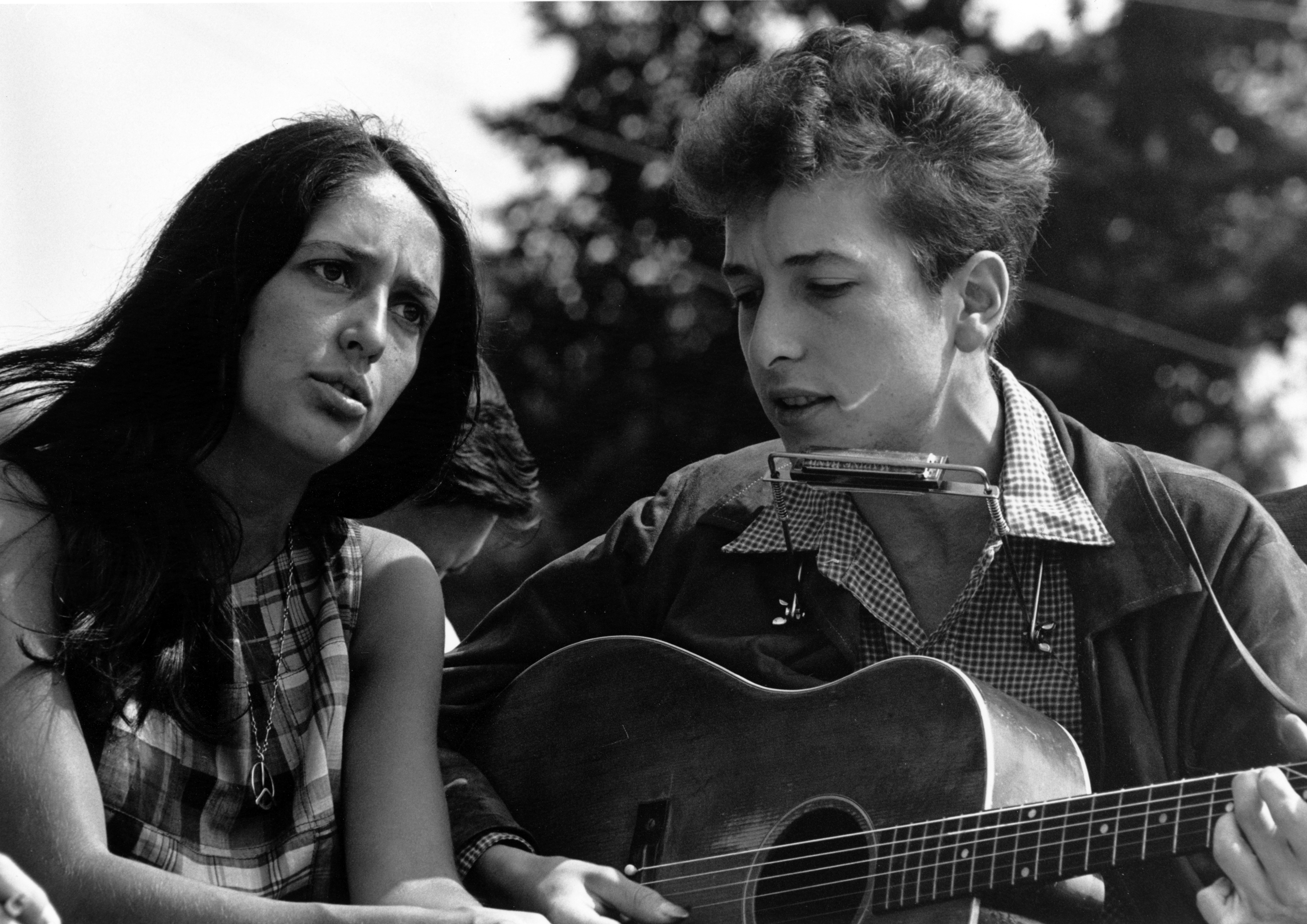
Joan Baez und Bob Dylan
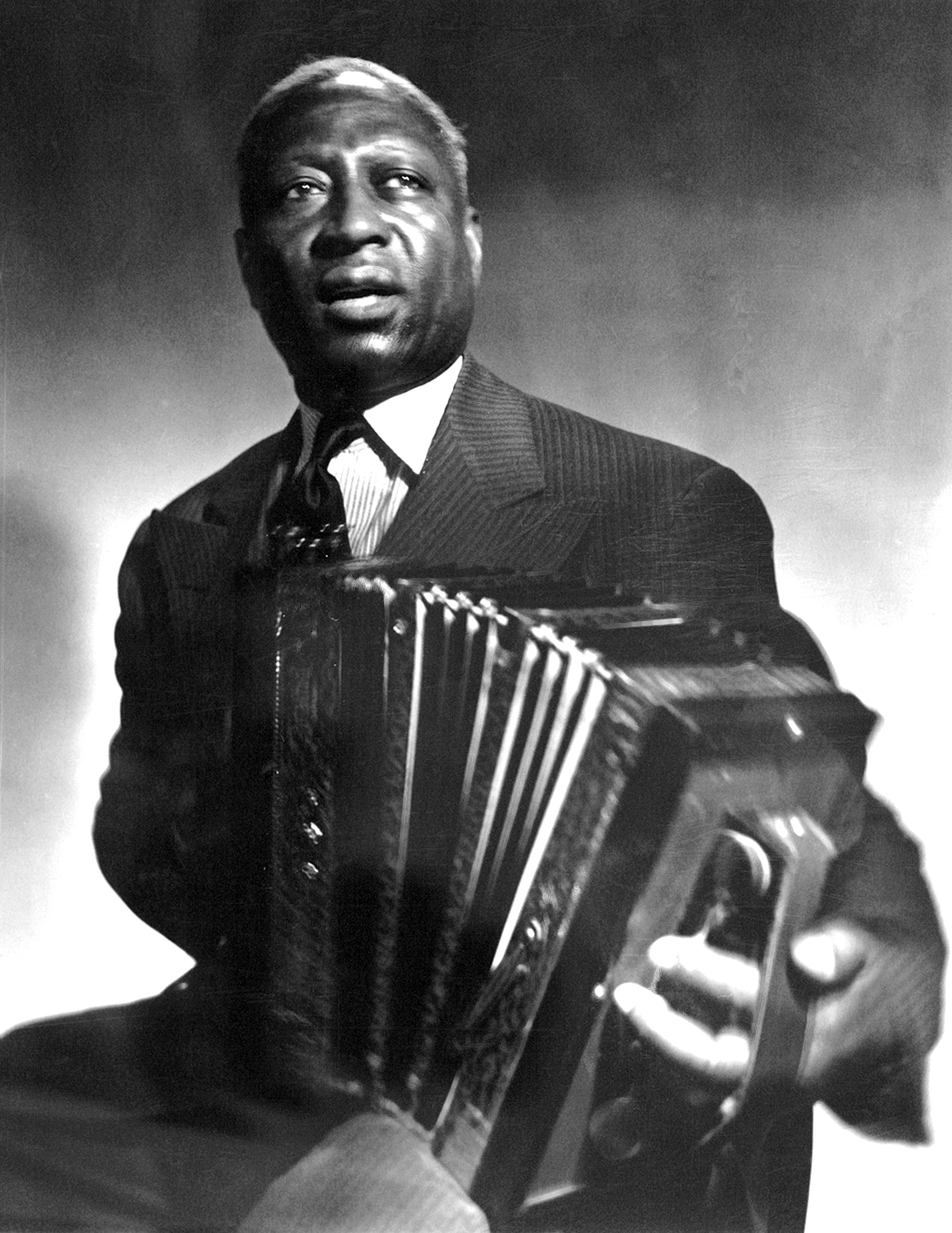
Leadbelly
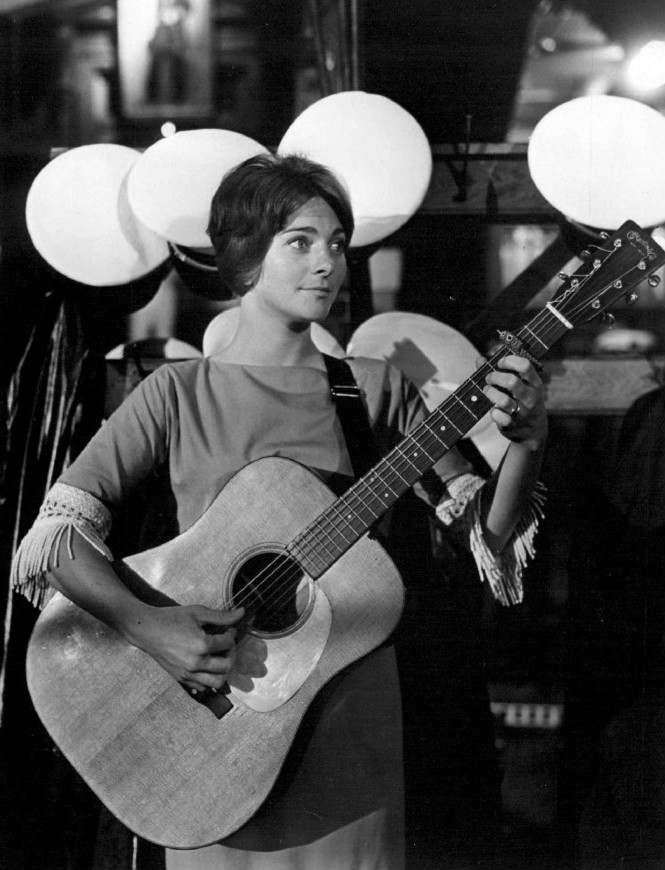
Judy Collins
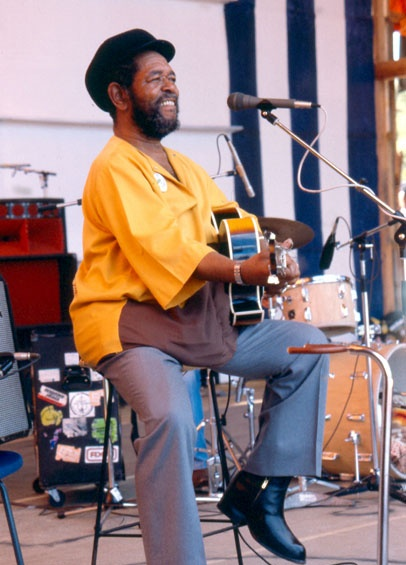
Brownie McGhee
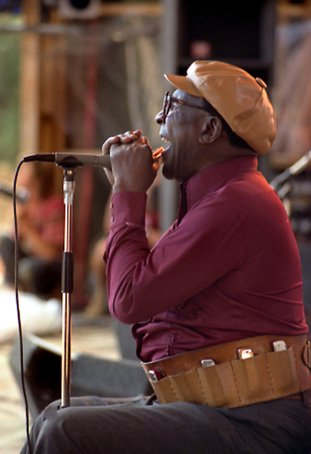
Sonny Terry
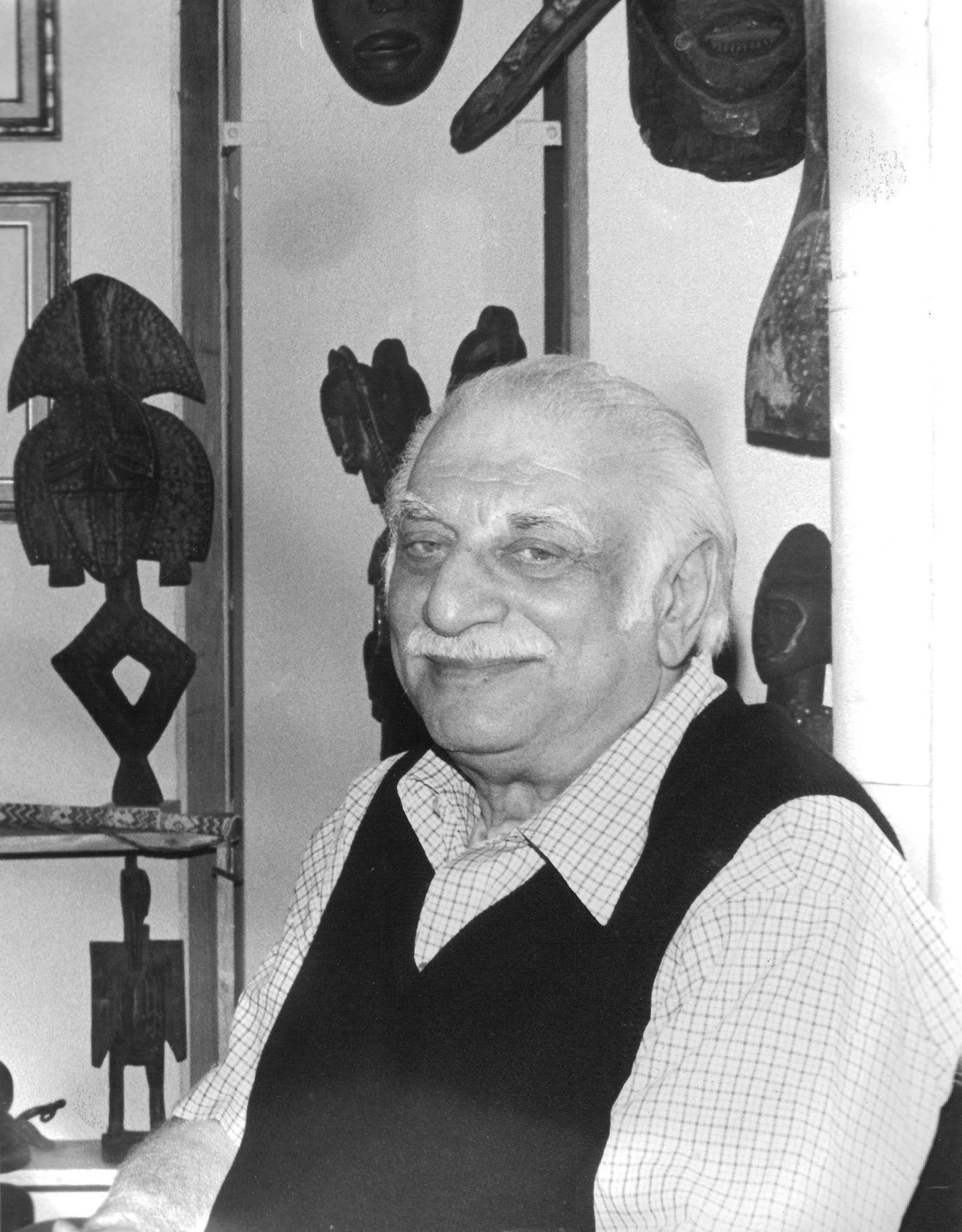
Moses Asch

## Publikationen
- Lift Every Voice. Vorwort von Paul Robeson (1953)
- Songs of the Civil War, Columbia University Press (1960), Dover (1995)
- Hootenanny Song Book. Mit Jerry Silverman, Consolidated Music Publishers (1963)
- Songs of the Great American West, Macmillan (1967), Dover (1995)
- Hard-Hitting Songs for Hard-Hit People. Vorwort von John Steinbeck, Oak Publications (1967), University of Nebraska Press (1999)
- Folksong Festival, Scholastic Book Services (1967)
- Vietnam Songbook. Mit Barbara Dane. Guardian (1969)
- The Cultural Revolution: A Marxist Analysis, Times Change Press (1970)
- Songs America Voted By, Stackpole (1971)
- Songs of Independence, Stackpole (1973)
- Folksingers Wordbook, Music Sales Corporation (1973, wiederveröffentlicht: 2000)
- Afghanistan – The Battle Line is Drawn, Line of March Publications (1980)
- Kampuchea: The Revolution Rescued, Line of March Publications (1986)
- Socialism: What Went Wrong? – An Inquiry into the Theoretical and Historical Roots of the Socialist Crisis, Pluto Press (1994)
- A Patient's Guide to Knee and Hip Replacement, Simon & Schuster (1999)
- Press Box Red: The Story of Lester Rodney, the Communist Who Helped Break the Color Line in American Sports, Temple University Press (2006); ISBN 1-56639-974-2